# Ташанська сільська рада
| Ташанська сільська рада — діючий орган місцевого самоврядування сільської територіальної громади у Бориспільському районі Київської області з адміністративним центром у с. Ташань. Також при с/р діє виконавчий комітет Ташанської сільської ради Сільській раді підпорядковані населені пункти: - с. Ташань - с. Положаї - с. Помоклі - с. Дениси - с. Виповзки - с. Пологи-Вергуни - с. Мала Каратуль - с. Горбані - с. Шевченкове - с. Улянівка - с. Тарасівка - с. Чопилки - с. Воскресенське - с. Травневе - с. Натягайлівка - с. Перше Травня |

## Склад ради
Рада складається з 22 депутатів та голови.

### Керівний склад ради
| ПІБ                           | Основні відомості                                                                  | Дата обрання | Дата звільнення |
| ----------------------------- | ---------------------------------------------------------------------------------- | ------------ | --------------- |
| Літун Віктор Михайлович       | Сільський голова, 1967 року народження, освіта, член Соціалістичної партії України | 26.03.2006   | 31.10.2010      |
| Кужільний Віктор Іванович     | Сільський голова, 1964 року народження, освіта середня загальна                    | 31.10.2010   | 30.6.2019       |
| Вовчанівський Василь Петрович | Сільський голова, 1965 року народження, освіта загальна середня                    | 30.6.2019    |                 |

Примітка: таблиця складена за даними джерела